# NGC 5535
NGC 5535 is een compact sterrenstelsel in het sterrenbeeld Ossenhoeder. Het hemelobject werd op 8 mei 1864 ontdekt door de Duitse astronoom Albert Marth.

## Synoniemen
- PGC 97424